# Laurentius Andreae
Laurentius Andreae (1470 – Strängnäs, 1552) è stato un religioso svedese.

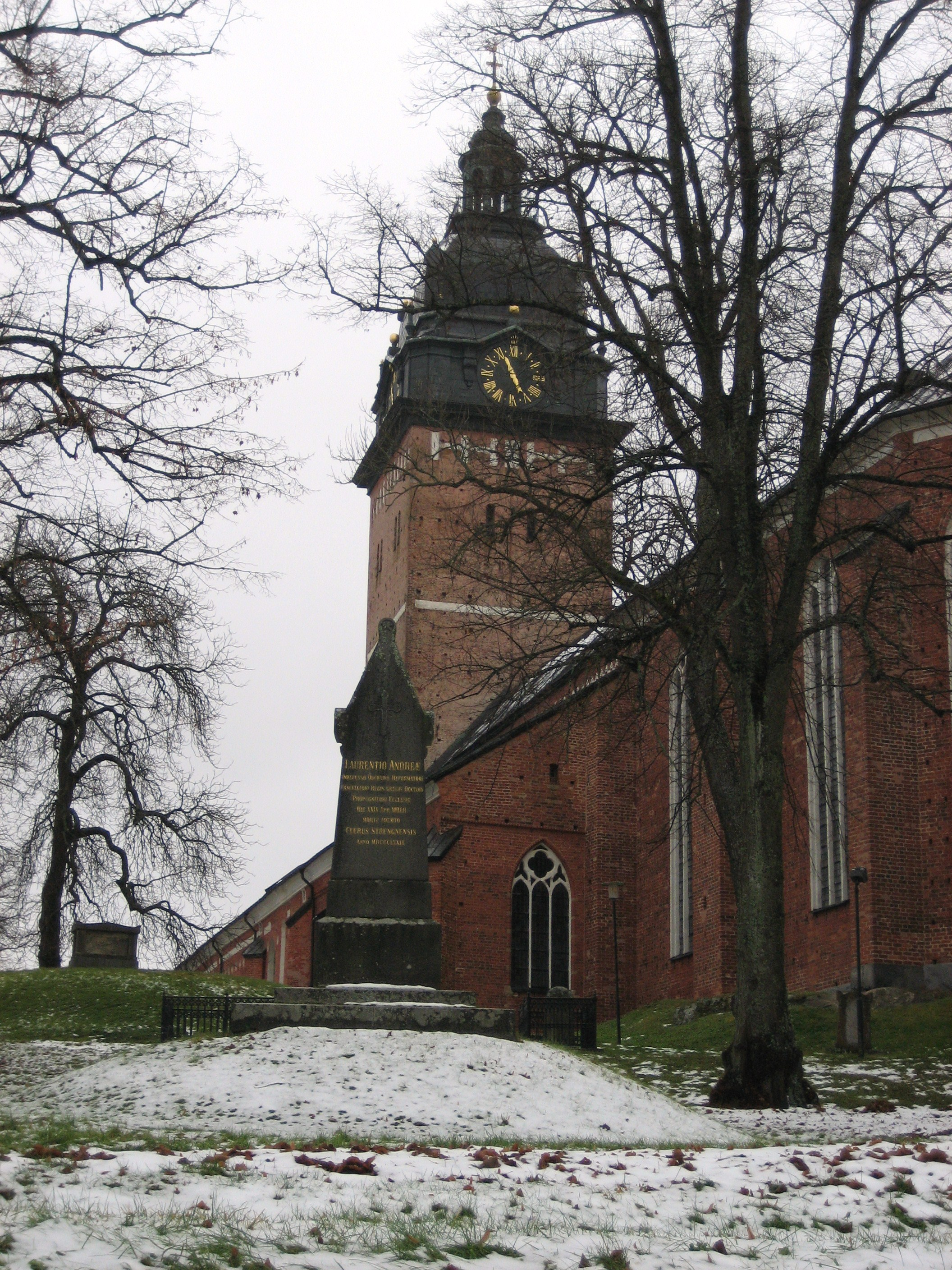
Tomba di Laurentius Andreae nella cattedrale di Strängnäs (Svezia)

Arcidiacono di Strängnäs, Laurentius Andreae aderì al protestantesimo e fu segretario di Gustavo I di Svezia dal 1513 al 1531. Fu seguace di Laurentius Petri e si oppose all'autorità spirituale del re; fu per questo condannato alla pena capitale nel 1540, ma si salvò pur dovendo pagare un'ingente somma in denaro.